# Bouhey
Bouhey település Franciaországban, Côte-d’Or megyében. Lakosainak száma 50 fő (2022. január 1.). Bouhey La Bussière-sur-Ouche, Crugey, Sainte-Sabine, Veuvey-sur-Ouche és Châteauneuf községekkel határos.

## Népesség
A település népességének változása:
| Lakosok száma | 69   | 40   | 44   | 42   | 39   | 37   | 38   | 44   | 47   | 50   |
|               | 1968 | 1982 | 1990 | 2006 | 2013 | 2015 | 2017 | 2019 | 2020 | 2022 |